# ディミトリス・ヤヌリス
ディミトリス・フリストス・ヤヌリス（ギリシア語: Δημήτρης Χρήστος Γιαννούλης、1995年10月17日 - ）は、ギリシャのサッカー選手。ギリシャ代表。FCアウクスブルク所属。ポジションはDF。

## クラブ歴
AMSヴァタニアコスの下部組織出身で2012年にトップチームに昇格し選手となった。
2014年にPAOKテッサロニキに完全移籍。2014-15シーズンは2部のSFKピエリコス、翌シーズンはヴェリアFCに期限付き移籍し、2015-16シーズンのギリシャ・スーパーリーグ・ルーキー・オブ・ザ・イヤーに輝いた。その後PAOKと2020年まで契約を延長した。2017年にアノルトシス・ファマグスタ、アトロミトスFCに期限付き移籍しレギュラーとして活躍した。
2018年12月にリーグ・アンのスタッド・レンヌから220万ユーロのオファーが来たがPAOKがこれを拒否し、PAOKのトップチームに戻る事となった。2019年2月10日にPAOKでの初出場を飾った。UEFAヨーロッパリーグ 2019-20 予選のŠKスロヴァン・ブラチスラヴァ戦では得点を記録したものの、アウェーゴール差で敗退した。
2021年1月19日、ノリッジ・シティFCにシーズン終了までのレンタル移籍が発表され、ノリッジ・シティFCがプレミアリーグに昇格した場合は完全移籍する契約となっている。
2021年7月1日、ノリッジ・シティFCがプレミアリーグに昇格したため、買取義務によりノリッジ・シティFCに完全移籍し、2024年夏までの契約を結んだ。
2024年7月23日、FCアウクスブルクに4年契約で移籍した。

## 代表歴
2018年5月15日に行われたサウジアラビア代表との親善試合で代表初出場を記録した9人のうちの1人である。しかし彼は43分に退場処分となった。

## 家族
兄のコスタス・ヤヌリスもサッカー選手。